# Moritz Jellinek
Moritz Jellinek (7. července 1829, Rousínov - 25. ledna 1914, Vídeň - Speising) byl rakouský lékař moravského původu, účastník maďarské revoluce v roce 1848-1849.
Zřejmě nebyl příbuzným ekonoma Moritze Jellineka z významné židovské rodiny vídeňského rabína Adolfa Jellineka, který rovněž pocházel z Moravy a aktivně se podílel na téže revoluci ve Vídni.

## Život
Jellinek byl nadšeným monarchistou, byl však pobouřen Metternichovým despotismem. V roce 1847 nastoupil studium lékařství na Vídeňské univerzitě. Svá lékařská studia však přerušil v revolučním roce 1848. Jako člen bezpečnostního výboru byl členem akademické legie, která 12. srpna 1848 do Vídně slavnostně doprovázela císaře Ferdinanda I., jenž se předtím uchýlil do Innsbrucku v souvislosti s březnovou revolucí.
Ve stejném revolučním roce následoval výzvu k vytvoření sboru dobrovolníků na podporu maďarského boje za svobodu a „na pomoc Maďarům v boji s rebelem Josipem Jelačićem“, připojil se k „první kompanii“ vídeňské elitní legie. S tou se účastnil dalších bojů v Sedmihradsku již jako poručík pod velením generála Józefa Bema. Poblíž Pápy ve Veszprémské župě, byl György Kmety , pod velením generála Artúra Hörgeye, na bojišti na tři dny povýšen do hodnosti nadporučíka, kdy jeho stehna rozřezaly střepiny ruských kartáčových střel, než byl nalezen. Po skončení bojů byl udán jako účastník maďarské revoluce, vyšetřování však zastavil český císařský generál František Jindřich Šlik, toho času velitel Moravy a Slezska.
V roce 1850 Jellinek pokračoval ve studiích, která roku 1855 zakončil doktorátem z medicíny (Dr. med. et chir.).
Po zbytek života pak již žil poklidným způsobem ve Vídni, kde působil jako lékař. Zemřel před vypuknutím první světové války, jako jeden z posledních maďarských legionářů roku 1848.